# Portrait d'un jeune homme portant de la fourrure de lynx
Portrait d'un jeune homme portant de la fourrure de lynx ou Gentleman dans une fourrure de lynx ou encore plus simplement Portrait d'homme est une peinture réalisée en 1560 par le peintre italien Paul Véronèse. L'œuvre a été créée pendant son séjour à Rome et présente des similitudes avec son Baptême du Christ (Musée Herzog Anton Ulrich, Brunswick) et L'Onction de David (Kunsthistorisches Museum de Vienne). Le tableau est conservé au Musée des Beaux-Arts de Budapest.

## Description
Au centre de la composition, est représenté à mi-cuisse, un gentilhomme élégamment habillé de noir et portant  en cape un manteau au col et bordures de fourrure de lynx. Il est posté debout, légèrement orienté à gauche, le poing  droit posé sur le haut d'un parapet, la main gauche gantée retenant la fourrure, la tête légèrement penchée en avant, le regard appuyé vers le spectateur. Le fond se découpe au tiers à gauche par un paysage avec ruine et arbre, sous un ciel bleu avec nuages, à droite par le bord vertical d'un mur noir découpé de feuilles en contre-jour complété sur la droite  diagonalement d'un drapé de velours rouge.